# Hósvík
Hósvík is een dorp dat behoort tot de gemeente Sunda kommuna in het oosten van het eiland Streymoy op de Faeröer. Hósvík heeft 281 inwoners. De postcode is FO 420. Hósvík is gelegen aan een baai. Vroeger was er een veerboot naar het dorp Selatrað op het naburige eiland Eysturoy maar die is tegenwoordig vervangen door een brug.

## Externe link

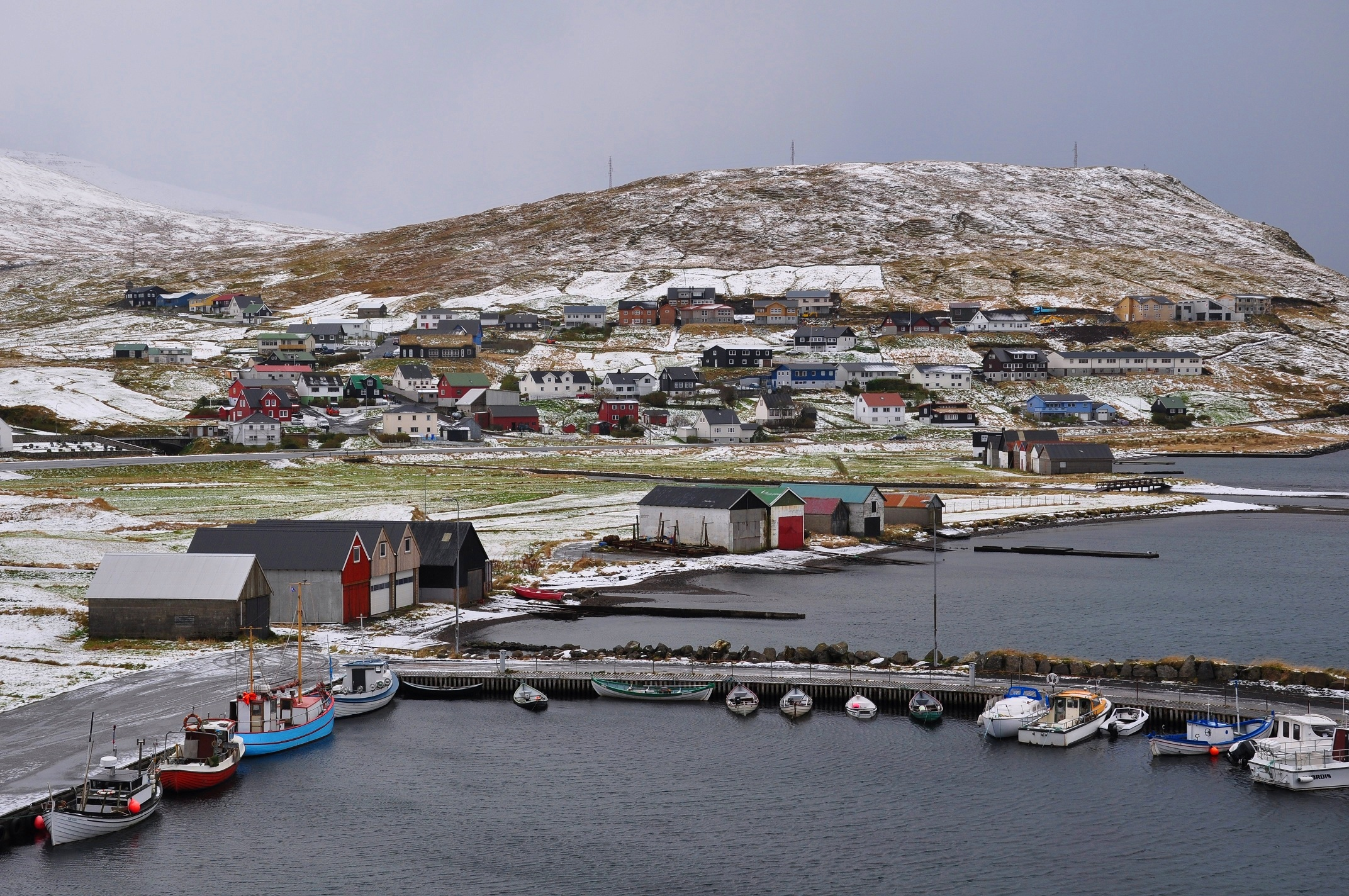
Hósvík met haven
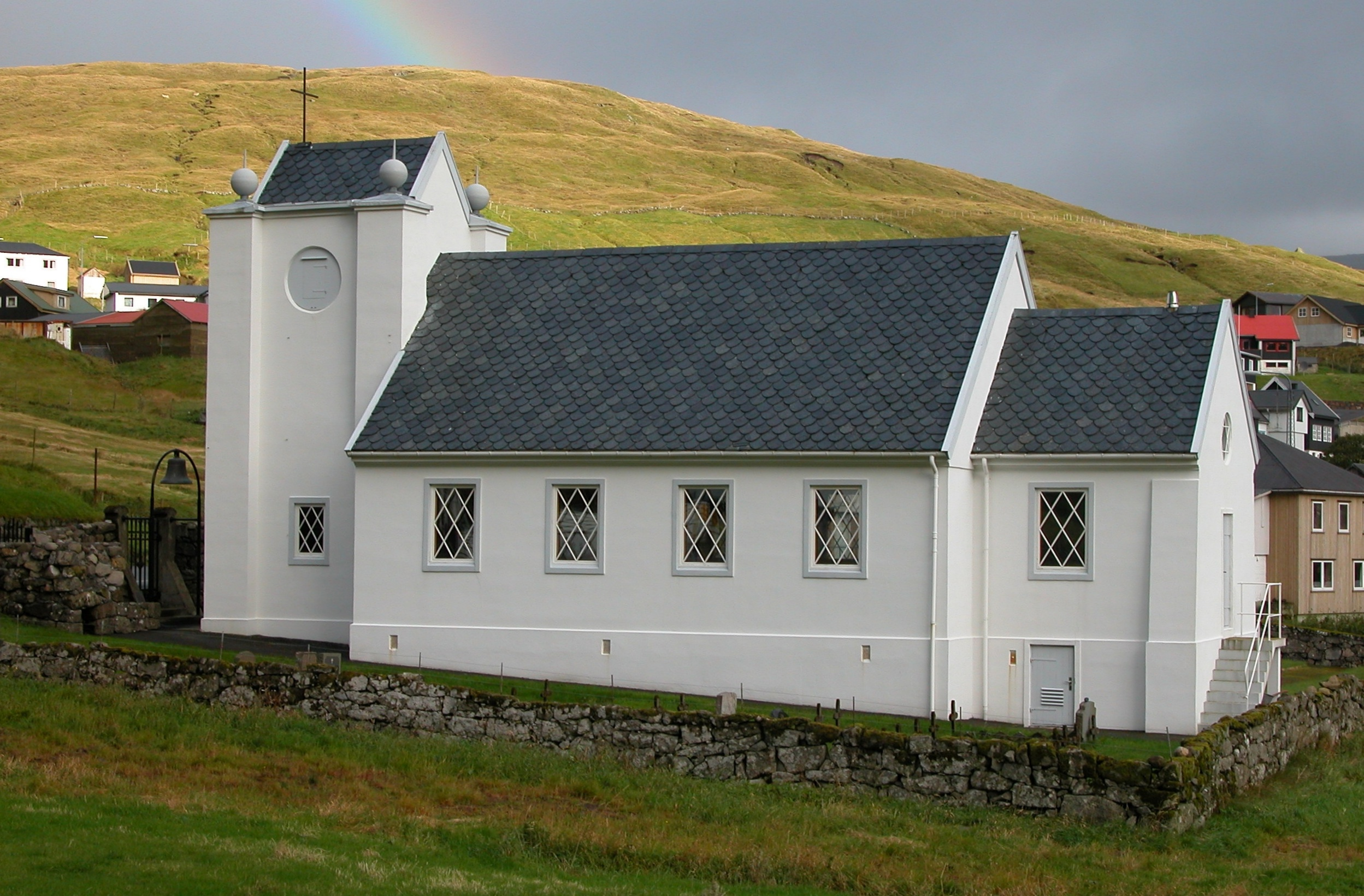
De kerk uit 1929

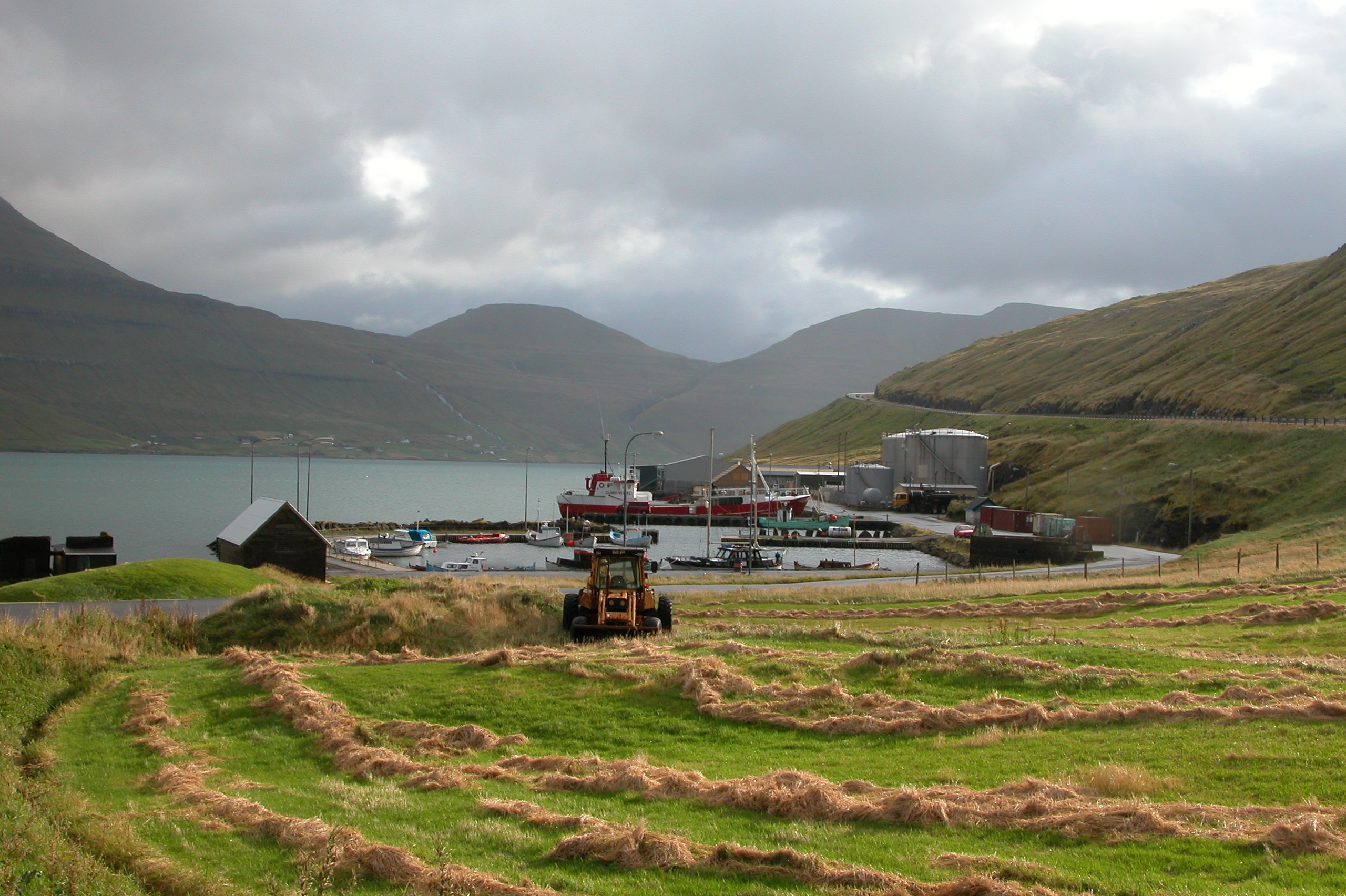
Hooien in Hósvík
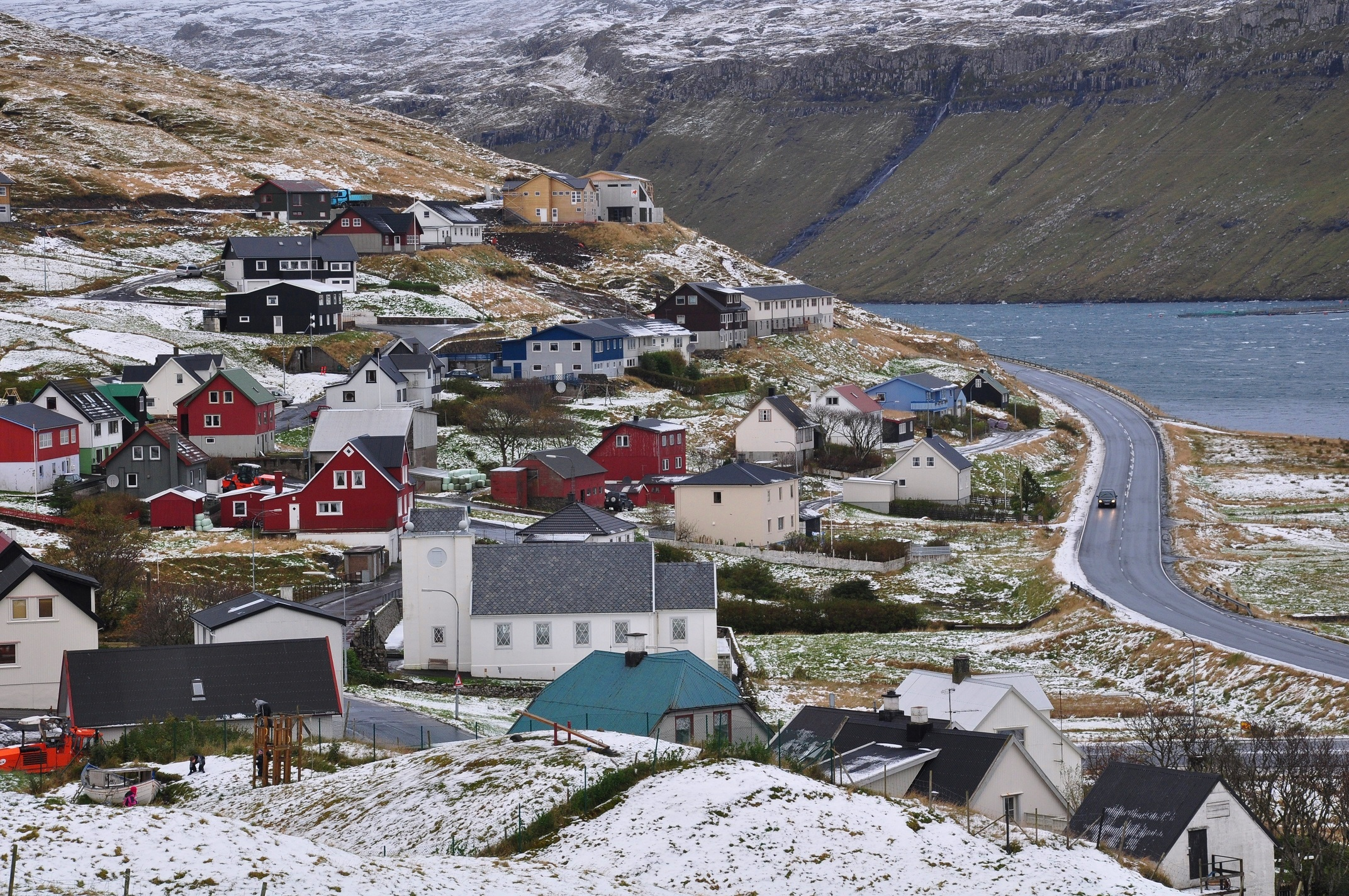
Dorpscentrum